# Бергер (Міссурі)
Бергер (англ. Berger) — місто (англ. city) в США, в окрузі Франклін штату Міссурі. Населення — 256 осіб (2020).

## Географія
Бергер розташований за координатами 38°40′1″ пн. ш. 91°20′28″ зх. д. / 38.66694° пн. ш. 91.34111° зх. д. (38.667010, -91.341104).  За даними Бюро перепису населення США в 2010 році місто мало площу 0,81 км², уся площа — суходіл.

## Демографія
Згідно з переписом 2010 року, у місті мешкала 221 особа в 85 домогосподарствах у складі 49 родин. Густота населення становила 272 особи/км².  Було 97 помешкань (119/км²).
Расовий склад населення:
| - 99,5 % — білих - 0,5 % — чорних або афроамериканців |

До двох чи більше рас належало 0,0 %. Частка іспаномовних становила 0,0 % від усіх жителів.
За віковим діапазоном населення розподілялося таким чином: 28,5 % — особи молодші 18 років, 57,9 % — особи у віці 18—64 років, 13,6 % — особи у віці 65 років та старші. Медіана віку мешканця становила 34,3 року. На 100 осіб жіночої статі у місті припадало 100,9 чоловіків;  на 100 жінок у віці від 18 років та старших — 100,0 чоловіків також старших 18 років.
Середній дохід на одне домашнє господарство  становив 41 132 долари США (медіана — 26 667), а середній дохід на одну сім'ю — 57 295 доларів (медіана — 48 750). За межею бідності перебувало 23,8 % осіб, у тому числі 26,8 % дітей у віці до 18 років та 26,9 % осіб у віці 65 років та старших.
Цивільне працевлаштоване населення становило 75 осіб. Основні галузі зайнятості: роздрібна торгівля — 18,7 %, виробництво — 17,3 %, освіта, охорона здоров'я та соціальна допомога — 14,7 %, транспорт — 13,3 %.